# Jetze Doorman
Vous pouvez aider à l'améliorer ou bien discuter des problèmes sur sa page de discussion.
- Son contenu est rédigé entièrement ou presque à partir d'une seule source. N'hésitez pas à modifier cet article pour améliorer sa vérifiabilité en apportant de nouvelles références dans des notes de bas de page. (Marqué depuis janvier 2022)
- Son texte doit être wikifié : il ne correspond pas à la mise en forme Wikipédia (style, typographie, liens internes, liens entre les wikis, etc.). (Marqué depuis janvier 2022)
- Il n’est pas rédigé dans un style encyclopédique. (Marqué depuis janvier 2022)

- Archive Wikiwix
- Bing
- Cairn
- DuckDuckGo
- E. Universalis
- Gallica
- Google
- G. Books
- G. News
- G. Scholar
- Persée
- Qwant
- (zh) Baidu
- (ru) Yandex
- (wd) trouver des œuvres sur Wikidata

Jetze Doorman, né le 2 juillet 1881 à Balk et mort le 28 février 1931 à Bréda, est l'un des meilleurs escrimeurs néerlandais de tous les temps. Il a participé aux Jeux olympiques à quatre reprises : à Londres en 1908, à Stockholm en 1912, à Anvers en 1920 et à Paris en 1924. Il remporta quatre fois la médaille de bronze. Il fut champion d'Europe en 1907 au sabre à Paris et le premier champion des Pays-Bas au sabre.

## Biographie
Jetze Doorman est né le 2 juillet 1881 à Balk, aux Pays-Bas. En 1907, il remporte l'or au championnat d'Europe à Paris. Les Pays-Bas accueilleront donc les championnats du monde, ce qui incitera la création d'une fédération néerlandaise d'escrime. En 1908, il participe à ses premiers Jeux à Londres sans performances remarquées, mis à part une cinquième place au sabre par équipes. C'était aussi un excellent patineur de vitesse. En 1912 il participe à Elfstedentocht, à une course de patinage de 200 km sur les lacs et les canaux de la Frise. Durant cette course, il sauve deux concurrents qui étaient tombés à travers la glace. Il abandonnera la course pour cause d'hypothermie. La même année, il participe aux Jeux olympiques de Stockhlom et remporte deux médailles de bronze. En 1914, il est basé en Albanie, dans le cadre d'une mission néerlandaise visant à y établir une force de police. En 1920, il participe aux Jeux olympiques d'Anvers puis remporte une médaille de bronze et en 1924 à Paris. Il meurt le 28 février 1931 à Breda aux Pays-Bas, à l'âge de 49 ans.

## Jeux olympiques

### Londres 1908
C'est à 27 ans que Jetze découvre les Jeux non loin de chez lui, à Londres. Il découvre la compétition sans des résultats très remarqués, malgré une cinquième place au sabre par équipe.

### Stockholm 1912
À 31 ans, Jetze prend part à ses deuxièmes Jeux olympiques. À Stockholm, il remporte deux médailles de bronze : une à l'épée par équipes avec Adrianus de Jong, Willem van Blijenburgh, Leonardus Salomonson et George van Rossem, et une autre au sabre par équipe avec Willem van Blijenburgh, George van Rossem, Adrianus de Jong, Dirk Scanlongne et Hendrik de Jong. Il contribue donc à deux des trois médailles remportées par les Pays-Bas pendant ces jeux. Il participe aussi aux épreuves de pentathlon moderne, mais il se retire après la première épreuve.

### Anvers 1920
À 39 ans, Jetze dispute ses troisièmes Jeux olympiques. Il remporte et conserve sa médaille de bronze au sabre par équipe avec Adrianus de Jong, Willem van Bljenburgh, Jan van der Wiel, Louis Delaunoy et Salomon Zeldenrust. Durant ces olympiades les Pays-Bas remporteront 11 médailles.

### Paris 1924
À 43 ans, Jetze joue à Paris ses derniers Jeux. Comme une tradition, il gagne de nouveau le bronze au sabre par équipe aux côtés d'Henri Wijnoldy-Daniëls, Adrianus de Jong, Maarten van Dulm, Jan van der Wiel et Hendrik Scherpenhuizen.

## Championnat d'Europe et des Pays-Bas
Jetze Doorman participe au championnat d'escrime de 1907 à Paris et remporte la médaille d'or au sabre. Ce titre oblige les Pays-Bas à organiser l'année suivante les championnats du monde, ce qui a fortement incité à la création d'une fédération néerlandaise d'escrime.
Il sera le premier champion des Pays-Bas au sabre. Ce sera son seul titre national.